# Pekka Jauho
Pekka Antti Olavi Jauho, född 27 april 1923 i Uleåborg, död 28 mars 2015 i Esbo, var en finländsk fysiker.
Jauho, som var son till rektor Antti Arvid Jauho och Sylvi Matilda Pajari, blev student 1941, filosofie kandidat 1947, filosofie licentiat 1950 och filosofie doktor 1951. Han var chefsmatematiker vid försäkringsbolaget Kansa 1951–1954, biträdande professor vid Tekniska högskolan i Helsingfors 1955–1957, professor i kärnfysik 1957–1966, i teknisk fysik 1966–1970 och generaldirektör för Statens tekniska forskningscentral 1970–1987. Han ägnade sig främst åt kärnfysik och -teknik, blev hedersdoktor vid Uleåborgs universitet och Tekniska högskolan samt tilldelades akademikers titel 1987.

## Utmärkelser
- Kommendörstecknet av Finlands Lejons orden,  6 december 1966[5]
- Kommendörstecknet av Finlands Vita Ros’ orden,  6 december 1976[6]
- Militärens förtjänstmedalj,  4 juni 1980[7]
- Kommendörstecknet av I klass av Finlands Vita Ros’ orden,  6 december 1986[8]
- Kommendör av Akademiska palmen[9]
- Officer av Hederslegionen[9]
- Vinterkrigets minnesmedalj[10]
- Minnesmedalj för deltagande i 1941-1945 års krig[10]

[Redigera Wikidata]

### Uppslagsverk
- Jauho, Pekka i Uppslagsverket Finland (webbupplaga, 2012). CC-BY-SA 4.0